# انتونيو ميدينا
انتونيو ميدينا (بالإسبانية: Antonio César Medina)‏ (18 ديسمبر 1984 بريسيستينسيا في الأرجنتين - ) هو لاعب كرة قدم أرجنتيني في مركز الهجوم. لعب مع جيمناسيا لابلاتا وروزاريو سنترال وBoca Unidos ‏.

## وصلات خارجية
- انتونيو ميدينا على موقع قاعدة بيانات كرة القدم.إي يو (الإنجليزية)
- انتونيو ميدينا على موقع Soccerway.com (الإنجليزية)